# Olympia's Tour
Olympia's Tour is een Nederlandse etappewedstrijd voor wielrenners. In 1909 werd hij voor de eerste maal georganiseerd. Vanaf 2016 was het een ronde voor renners tot 23 jaar, maar sinds 2022 is dat niet langer het geval.

## Geschiedenis

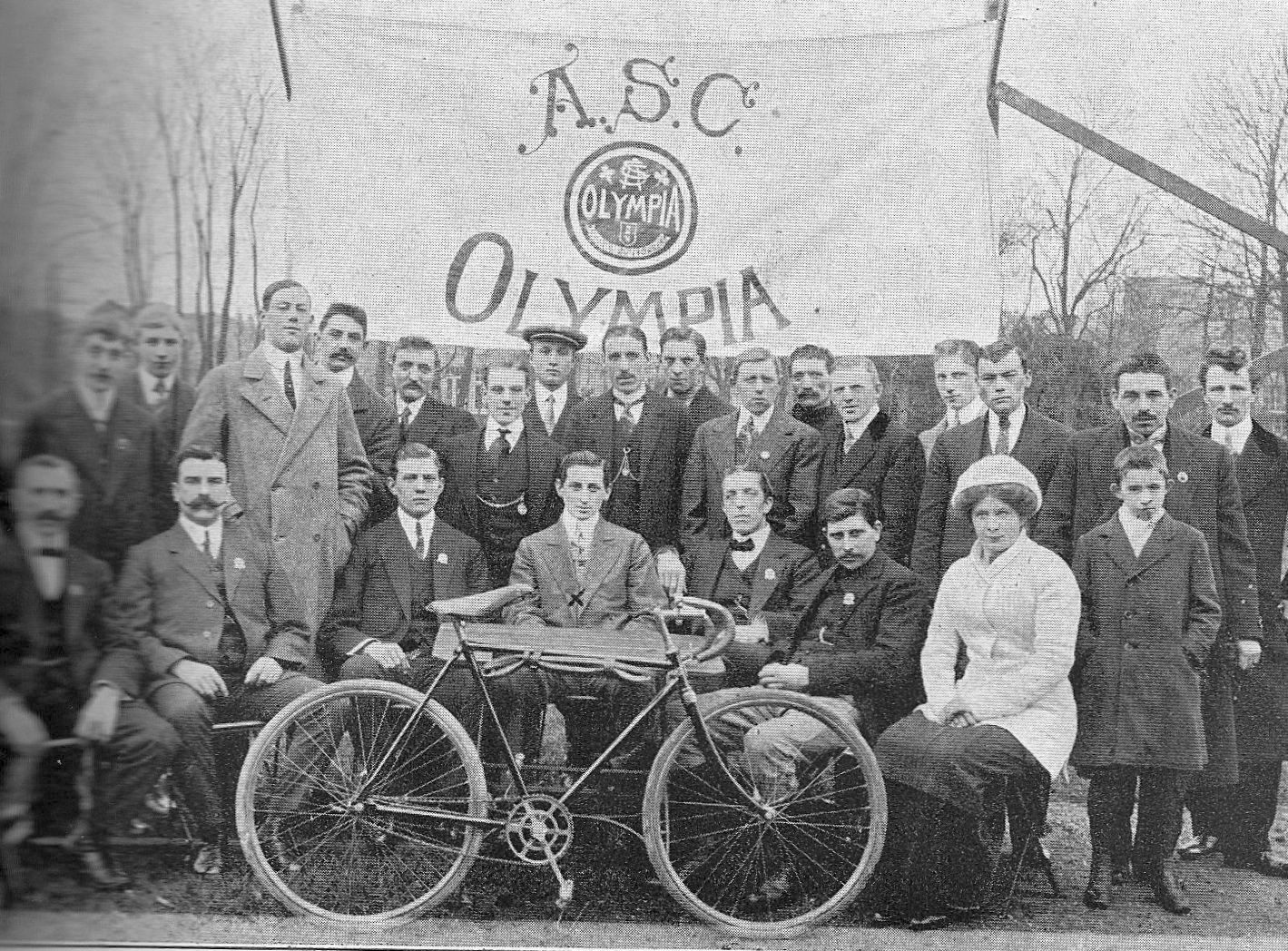
A.S.C. Olympia in 1901

Op 27 november 1898 werd de A.S.C. Olympia opgericht, een Amsterdamse wielervereniging die in de loop van de 20e eeuw haar stempel zou gaan drukken op de Nederlandse wielersport. Zij bracht niet alleen tal van wereldkampioenen voort, maar onderscheidde zich ook al snel als organisator van grote wielerkoersen. Na enkele eendagskoersen werd geopteerd voor een etappewedstrijd door heel Nederland: de Olympia's Tour. In 1909 vond de eerste editie ervan plaats; een wedstrijd van drie etappes met een rustdag. Deze werd gewonnen door Chris Kalkman.
Ondanks een financieel tekort na afloop van de eerste editie, werd in 1910 toch een tweede Olympia's Tour georganiseerd met etappes naar Maastricht en Groningen (stad). Deze werd gewonnen door Adriaan Bellersen uit Vinkeveen. Na de tweede uitgave van Olympia's Tour zou het echter zeventien jaar duren voordat een derde editie werd verreden. Hiertussen kwam overigens nog de Eerste Wereldoorlog, in welke periode wielerwedstrijden op de openbare weg in Nederland verboden waren, wat de organisatie van een nieuwe editie onmogelijk maakte.

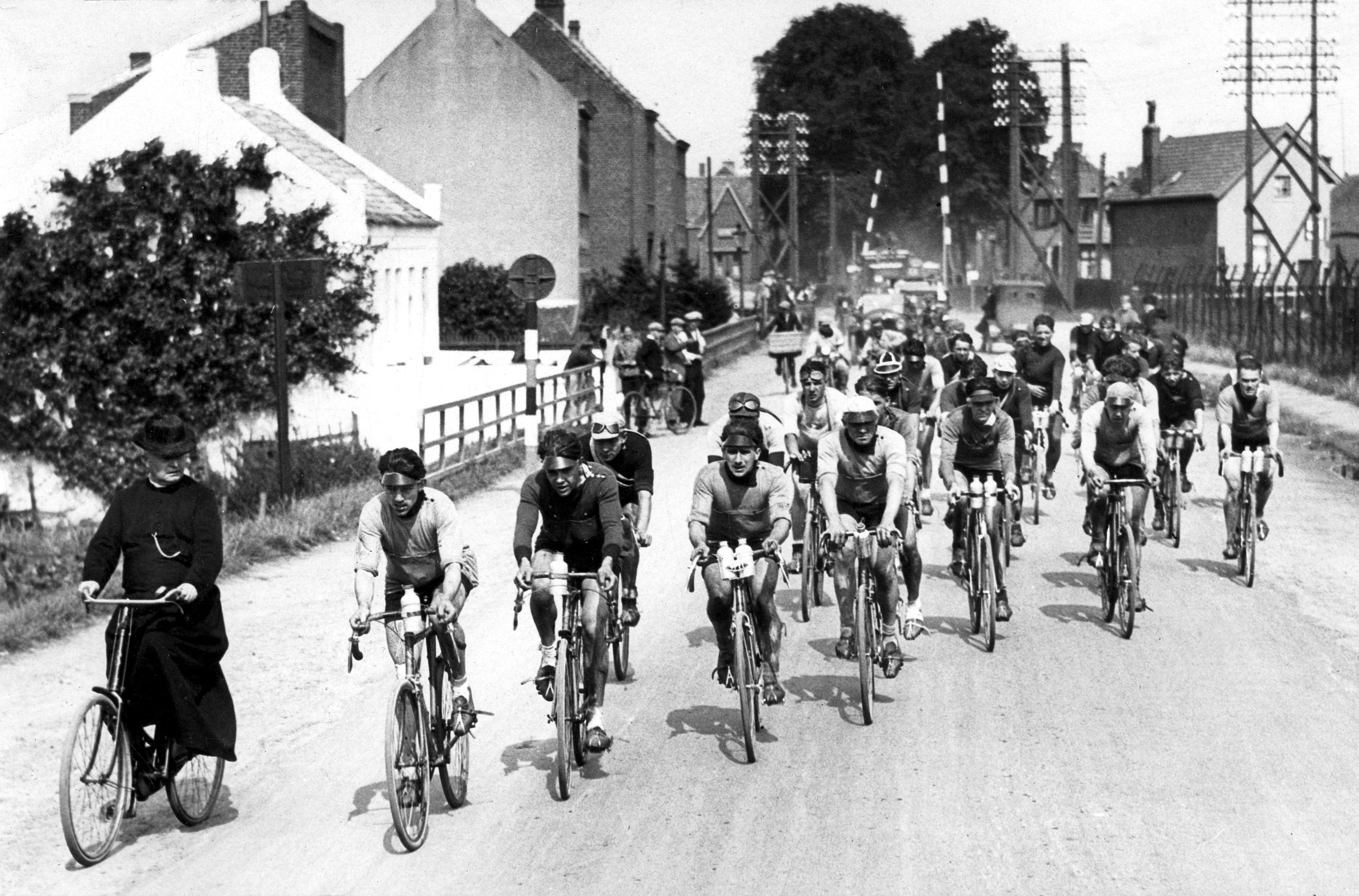
Meneer pastoor rijdt een eindje mee met het peloton wanneer zij door Limburg rijden

In 1927 volgde de derde editie. Een internationaal deelnemersveld met zestien Duitsers, de Zwitserse kampioen, de Luxemburgse kampioen en zo'n veertig Nederlanders ging op 17 augustus 1927 op het Rembrandtplein in Amsterdam van start. De Nederlanders waren over het algemeen nog van de amateursklasse, terwijl de Duitsers allen voor professioneel opgezette teams fietsten die door rijwielfabrieken als Opel en Diamant werden gesponsord. Voor hen betekende dit dat zij de beschikking hadden over de nodige materiële ondersteuning en konden terugvallen op een ploeg met helpers. Het was dan ook geen verrassing dat de Duitser Rudolf Wolke de ronde op zijn naam schreef. Na vier etappes en 800 kilometer koers wist hij Janus Braspennincx achter zich te houden. Deze derde editie was voorlopig ook de laatste editie van Olympia's Tour. Pas na de Tweede Wereldoorlog kwamen er weer plannen voor een nieuw te organiseren ronde, echter, het zou nog ongeveer tien jaar duren voordat deze werkelijk van start kon gaan.

## Na 1955
Na een onderbreking van 28 jaar, werd in 1955 de draad weer opgepakt met een nieuwe editie van de Olympia's Tour. Op vrijdag 17 juni van dat jaar stonden 93 renners aan de start op het Stadionplein in Amsterdam voor een monsterrit over 212 kilometer naar Hoogeveen. Het werd een boeiende ronde die tot en met de laatste etappe spannend was en in de 26-jarige Piet Kooyman een verdiende winnaar kende.
Na 1955 werd de ronde ononderbroken georganiseerd, met uitzondering van het jaar 2001, waarin Nederland geteisterd werd door de MKZ-crisis en in de jaren 2021 en 2022 vanwege de coronapandemie.
Onder de Nederlandse eindwinnaars van Olympia's Tour zijn veel mannen te vinden die een latere en succesvolle wielerloopbaan tegemoet konden zien, zoals: Henk Nijdam, Frits Schür, Cees Priem, Fedor den Hertog, Leo van Vliet, Arie Hassink, Gerrit Solleveld, John Talen, Servais Knaven, Danny Nelissen, Matthé Pronk, Joost Posthuma, Thomas Dekker, Lars Boom en Dylan van Baarle.
Recente ontwikkelingen
Olympia's Tour van 2009 zou aanvankelijk niet doorgaan omdat de organisatie geen hoofdsponsor kon vinden. In 2015 vond de oudste rittenkoers van Nederland een nieuwe sponsor in de multinational 3M. Dit bedrijf heeft ook een eigen wielerploeg.
Vanaf 2016 wordt de koers als beloftenwedstrijd gereden. Ook werd het evenement verplaatst van mei naar september/oktober, om zo als voorbereidingswedstrijd te kunnen dienen voor het wereldkampioenschap voor jonge renners, met als maximum leeftijd 22. Sinds 2022 vindt de wedstrijd weer in maart plaats.